# Remigia latipes
Remigia latipes är en fjärilsart som beskrevs av Achille Guenée 1852. Remigia latipes ingår i släktet Remigia och familjen nattflyn. Inga underarter finns listade.